# Teoria della crescita esogena
In economia teoria della crescita esogena attribuisce la crescita economica nel lungo periodo al progresso tecnico esogeno, cioè quello che non dipende da altre variabili economiche. Per tale motivo la si definisce esogena.
Nel 1963 Nicholas Kaldor elencò alcune di quelle che a suo giudizio sembravano essere delle regolarità empiriche sufficientemente diffuse e generali del processo di crescita:
1. Il tasso di crescita del livello del reddito procapite tende a mantenersi costante e non manifesta significative tendenze al declino secolare.
2. Anche il livello del capitale procapite tende a crescere nel tempo: i tassi di crescita del capitale e del prodotto tendono ad essere all'incirca uguali.
3. I saggi di rendimento reali sul capitale sembrano essere sufficientemente stabili e quasi costanti nel lungo periodo.
4. Il rapporto tra capitale fisico e prodotto tende a mantenersi costante.
5. Le quote dei due principali fattori produttivi, capitale e lavoro, sul reddito nazionale sembrano anch'esse molto stabili.
6. I saggi di crescita del prodotto procapite sembrano mostrare una significativa e stabile differenza tra le varie economie.

Queste regolarità sono state oggetto di una vasta letteratura di ricerca storica ed empirica (cfr. ad esempio Maddison 1982; Denison 1974; Dougherty 1991; Young 1994;) e sembrano in buona parte ancor oggi valide.
La teoria della crescita esogena è coerente con le prime 5 regolarità empiriche ma non con la sesta.
I principali modelli di teoria della crescita esogena sono:
- Modello di Solow
- Modello di Ramsey
- Modello di Cass-Koopmans

## Modello di Solow-Swan
Il modello matematico di Solow attraverso cui l'autore ha ottenuto il premio Nobel nel 1959 sebbene non sia corretto per quanto riguarda il risultato empirico 6) rappresenta un punto di partenza su cui successivamente si sono costruiti modelli matematici di crescita endogeni in cui il risultato empirico 6) risulta coerente.
Per l'identità fondamentale della contabilità nazionale se Y indica il PIL, C il consumo privato, I l'investimento privato e G gli acquisti pubblici di beni e servizi si ha:
{\displaystyle Y=C+I+G}
ma siccome la spesa pubblica può essere divisa in investimento e beni di consumo si ha:
{\displaystyle Y=C^{TOT}+I^{TOT}} .
Il risparmio è invece la parte di reddito non destinata la consumo ma investita dalle famiglie pertanto:
{\displaystyle S^{TOT}=Y-C^{TOT}}
Quindi in una economia chiusa priva di esportazioni si ha la seguente identità contabile:
{\displaystyle (1)\quad S_{t}=I_{t}}
In una economia aperta invece si deve tenere conto delle esportazioni nette ma il modello di Solow riguarda le economie chiuse.
Da considerazioni empiriche il modello ipotizza che il tasso di risparmio sia costante, cosa assolutamente vera per gli Stati Uniti dove s risulta uguale al 20\% del PIL dal 1930 al 1990. Pertanto si ha la seguente equazione:
{\displaystyle (2)\quad S_{t}=sY_{t}}
La terza equazione del modello considera che il capitale dell'anno successivo è uguale al capitale dell'anno precedente a cui viene sottratto il capitale che si è logorato al tasso di ammortamento {\displaystyle \tau } e aggiunto il capitale relativo ai nuovi investimenti:
{\displaystyle (3)\quad K_{t+1}=K_{t}(1-\tau )+I_{t}}
La quarta equazione del modello ipotizza che la popolazione N cresca al tasso n:
{\displaystyle (4)\quad N_{t+1}=N_{t}(1+n)}
La quinta equazione introduce una nuova variabile Q che indica il progresso tecnico che rappresenta l'accumulazione di conoscenze e pone anche in tal caso che cresca al tasso a:
{\displaystyle (5)\quad Q_{t+1}=Q_{t}(1+a)}
La sesta equazione ipotizza che vi sia piena occupazione:
{\displaystyle (6)\quad N_{t}=L_{t}}
La settima e ultima equazione è la funzione di Cobb-Douglas che rappresenta l'evidenza empirica secondo cui se {\displaystyle 1-\alpha } è la percentuale del PIL destinata alla remunerazione del lavoro, allora {\displaystyle \alpha } è la percentuale destinata al capitale allora si ha:
{\displaystyle (7)\quad Y_{t}=AK_{t}^{\alpha }(Q_{t}L_{t})^{1-\alpha }}
Dividendo la (3) per {\displaystyle N_{t}Q_{t}} e sostituendo in essa la (1), la (2) e la (7) si ottiene:
{\displaystyle {\dfrac {K_{t+1}}{N_{t+1}Q_{t+1}}}{\dfrac {N_{t+1}Q_{t+1}}{N_{t}Q_{t}}}={\dfrac {K_{t}(1-\tau )}{N_{t}Q_{t}}}+{\dfrac {sAK_{t}^{\alpha }}{N_{t}Q_{t}}}}
che risulta uguale a:
{\displaystyle {\dfrac {K_{t+1}}{N_{t+1}Q_{t+1}}}={\dfrac {K_{t}(1-\tau )}{N_{t}Q_{t}(1+a+n)}}+{\dfrac {sAK_{t}^{\alpha }}{N_{t}Q_{t}(1+a+n)}}}
Si ha crescita quando:
{\displaystyle {\dfrac {K_{t+1}}{N_{t+1}Q_{t+1}}}={\dfrac {K_{t}(1-\tau )}{N_{t}Q_{t}(1+a+n)}}+{\dfrac {sAK_{t}^{\alpha }}{N_{t}Q_{t}(1+a+n)}}>{\dfrac {K_{t}}{N_{t}Q_{t}}}}
Risolvendo la disequazione esponenziale si ottiene:
{\displaystyle {\dfrac {K_{t}}{N_{t}Q_{t}}}<({\dfrac {sA}{a+n+\tau }})^{\frac {1}{1-\alpha }}}
Il secondo membro della disequazione è lo stato stazionario a cui converge il capitale crescendo se il capitale iniziale è minore di esso, se invece il capitale iniziale è maggiore dello stato stazionario il capitale converge ad esso decrescendo.
Si nota che mentre che il tasso di risparmio e quindi gli investimenti fanno aumentare il valore dello stato stazionario, il tasso di ammortamento, il tasso di crescita della popolazione ed il tasso relativo al progresso tecnico lo fanno diminuire. Ciò accadrebbe prima che si raggiunga lo stato stazionario.
Quando il sistema economico dell'economia chiusa raggiunge lo stato stazionario risulta:
{\displaystyle {\dfrac {K_{t}}{N_{t}Q_{t}}}={\dfrac {K_{t+1}}{N_{t+1}Q_{t+1}}}={\dfrac {K_{t+1}}{N_{t}Q_{t}(1+a+n)}}}
il sistema economico crescerà quindi ad un tasso costante pari al tasso di incremento della popolazione più il tasso di crescita dell'efficienza del lavoro. In pratica secondo il modello sarà il progresso tecnico a far crescere l'economia cioè:
{\displaystyle {\dfrac {K_{t+1}}{N_{t+1}Q_{t+1}}}={\dfrac {K_{t}}{N_{t}Q_{t}}}+(a+n){\dfrac {K_{t}}{N_{t}Q_{t}}}}
Analogamente per il PIL essendo {\displaystyle Y_{t}=AK_{t}^{\alpha }} si ha:
{\displaystyle {\dfrac {Y_{t+1}}{N_{t+1}Q_{t+1}}}={\dfrac {Y_{t}}{N_{t}Q_{t}}}+(a+n){\dfrac {Y_{t}}{N_{t}Q_{t}}}}
Nello stato stazionario il PIL procapite sarà:
{\displaystyle {\dfrac {Y_{t}}{N_{t}}}=AQ_{t}({\dfrac {sA}{a+n+\tau }})^{\frac {\alpha }{1-\alpha }}}
quindi in base al modello il PIL procapite dovrebbe crescere se aumenta il tasso di risparmio s e conseguentemente se aumentano gli investimenti. Il che non è vero in base ai dati empirici secondo cui un elevato tasso di investimento non è garanzia di un alto tenore di vita.
Inoltre secondo il modello il tasso di crescita del PIL è costante per tutte le economie e risulta pari ad a infatti:
{\displaystyle {\dfrac {{\frac {Y_{t+1}}{N_{t+1}}}-{\frac {Y_{t}}{N_{t}}}}{\frac {Y_{t}}{N_{t}}}}=a}
ma in base ai dati empirici risulta che il tasso di crescita del PIL pro capite aumenta con gli investimenti e non risulta costante per tutte le economie.

## Verifiche empiriche
Nel continuo invece di un'equazione alle differenze il modello di Solow dà un'equazione differenziale che ha la seguente forma:
{\displaystyle {\frac {1}{QL}}{\dfrac {dK(t)}{dt}}=s\left({\dfrac {K(t)}{QL}}\right)^{\alpha }-(a+n+\tau ){\dfrac {K(t)}{QL}}}
Nello stato stazionario si ha:
{\displaystyle {\frac {1}{QL}}{\dfrac {dK(t)}{dt}}=0}
pertanto risolvendo l'equazione esponenziale si ottiene il valore precedentemente trovato di {\displaystyle {\dfrac {K(t)}{AL}}} nello stato stazionario che risulta uguale a:
{\displaystyle \left({\dfrac {s}{a+n+\tau }}\right)^{\frac {1}{1-\alpha }}}
e per il PIL procapite nello stato stazionario usando i logaritmi si ottiene:
{\displaystyle ln({\frac {Y}{L}})=ln(Q_{o})+{\frac {\alpha }{1-\alpha }}ln(s)-{\frac {\alpha }{1-\alpha }}ln(n+a+\tau )}
Mankiw, Romer e Weil nel 1992 notarono che {\displaystyle {\frac {\alpha }{1-\alpha }}=1,42\quad \alpha =0,59} mentre {\displaystyle \alpha } dovrebbe essere circa 0,33 quindi gli autori pensarono di cambiare la funzione di produzione in 
{\displaystyle {\dfrac {Y(t)}{QL)}}=\left({\dfrac {K(t)}{QL}}\right)^{\alpha }\left({\dfrac {H(t)}{QL}}\right)^{\beta }}
dove H(t) è il capitale umano che può essere considerato come "il livello generale delle capacità e abilità di un individuo" (Lucas 1988) che si suppone si comporti come il capitale economico. In tal modo si ottengono le equazioni di differenziali:
{\displaystyle {\dfrac {dk(t)}{dt}}=s_{k}k^{\alpha }h^{\beta }-(n+a+\tau )k}
{\displaystyle {\dfrac {dh(t)}{dt}}=s_{h}k^{\alpha }h^{\beta }-(n+a+\tau )h}
Nello stato stazionario si ha:
{\displaystyle {\dfrac {dk(t)}{dt}}=0}
{\displaystyle {\dfrac {dh(t)}{dt}}=0}
Risolvendo il sistema di equazioni esponenziali si ottengono ad esempio ricavando {\displaystyle h^{\beta }\quad e\quad h} dalla prima e sostituendoli nella seconda si ottengono i 2 valori stazionari di h e k cioè:
{\displaystyle k_{*}=\left({\dfrac {s_{k}^{1-\beta }s_{h}^{\beta }}{n+a+\tau }}\right)^{\frac {1}{1-\alpha -\beta }}}
{\displaystyle h_{*}=\left({\dfrac {s_{k}^{\alpha }s_{h}^{1-\alpha }}{n+a+\tau }}\right)^{\frac {1}{1-\alpha -\beta }}}
Stimando con i logaritmi questi valori si ottiene {\displaystyle \alpha =0,3} quindi una versione del modello di Solow estesa con il capitale umano è plausibile, anche perché i modelli esogeni sono coerenti con l'evidenza empirica secondo cui paesi che hanno parametri simili s,a,n ecc. tendono a convergere verso stati stazionari simili, ma non totalmente soddisfacente in quanto il tasso di crescita del Pil rimane uguale per tutte le economie. I modelli di crescita endogena risolvono quest'ultimo problema ma non quello della convergenza di economie simili verso stati stazionari simili.